# Traumpfade (Roman)
Traumpfade (im Original The Songlines) ist der bekannteste Roman des Briten Bruce Chatwin (1940–1989). Der Roman wurde 1987 veröffentlicht.

## Inhalt
Der Roman Traumpfade ist teilweise autobiografisch und beschreibt die Reise des Protagonisten „Bruce“ durch das Innere Australiens. Während dieser Reise lernt er den russischen Einwanderer Arkady Wolschok kennen. Aus dieser Begegnung entsteht eine enge Männerfreundschaft. Wolschok, der als Aussteiger den Zielen der zivilisierten Gesellschaft entsagt hat, kämpft gegen das Verdrängen und das Aussterben der Kultur der australischen Urbevölkerung, der Aborigines.
Zentrales Thema sind die Songlines der Aborigines, eine unsichtbare, mythische Landkarte Australiens, die per Gesang von Generation zu Generation weitergetragen wird und Grundlage der Wanderungen (Walkabouts) der Urbevölkerung ist. Die Aborigine-Gründungsmythen über die Traumzeit sind demzufolge eine detaillierte Beschreibung des Landes; sie werden von den Aborigines in Form von Liedern erlernt und bewahrt, so dass jeder Aborigine-Clan in den überlieferten Liedern eine detaillierte Karte des Landes und seiner Mythen mit sich trägt. Diese Landkarte wird von der heutigen Zivilisation durch Baumaßnahmen verändert, so dass die kulturellen Wurzeln der Urbevölkerung zerstört werden und verlorengehen.
Das letzte Drittel des Romans besteht fast ausschließlich aus kurzen Notizen, Zitaten und Beobachtungen, die der Ich-Erzähler Bruce im Laufe seiner weltweiten Reisen gesammelt hat. In diesen treibt Chatwin seine These über Nomadentum und die Ursprünge der Menschheit voran: der Mensch, so seine Überzeugung, ist zu nomadischer Lebensweise geboren; Kriege und exzessive Gewalt in Gemeinschaften entstehen erst dort, wo Menschen sesshaft werden und Eigentumsansprüche entwickeln.

## Hintergrund
- Chatwin unternahm 1983 und 1984 zwei Reisen in das Innere Australiens, die als Grundlage des Romans dienen, der faktisch eine „modifizierte Reportage“ ist.[2] Er verbrachte drei Tage mit Toly Sawenko, der im Buch als Arkady Wolschok dargestellt wird.
- Bruce Chatwin hatte schon lange ein Buch über Nomaden geplant, das den Arbeitstitel The Nomadic Alternative trug.[3] Chatwin plante anfangs ein Buch in Briefform mit dem Untertitel Letters from Marble Bar[4] und später einen „Diskurs“ mit sechs Exkursionsberichten in platonischen Dialogen mit einem halbfiktiven „Sergei“,[5] bevor er sich für die veröffentlichte Form entschied.
- Chatwin variierte das Buch in Übersetzungen: So fehlt in der deutschen und französischen Ausgabe die Schilderung der Hochzeit Arkadys und seiner Freundin. Dagegen geht er im letzten Drittel der deutschen Ausgabe auf eine Zuschrift zur englischen Ausgabe ein.

## Rezeption
Traumpfade ist der bekannteste und auflagenstärkste Roman des Briten Chatwin und gilt in vielerlei Hinsicht als meisterhafte Reiselektüre für das innere Australien. Gleichzeitig wurde der Roman heftig kritisiert, da Chatwin sich auf die umstrittenen Theorien von Theodor Strehlow stützte. Kritisiert wurde unter anderem auch, dass er nicht direkt mit Aborigines gesprochen habe. Außerdem ließ er seine Reisegefährten im Unklaren über seine Absicht, einen Roman zu schreiben, der sie wiedererkennbar und teilweise bloßstellend beschreibt. Einzig der Protagonist Bruce (d. h. Chatwin selbst) erscheint in seinem Handeln deutlich geschönt.

## Erstausgaben
- The Songlines. Roman. Jonathan Cape, London 1987, ISBN 0-224-02452-3.
  - deutsch von Anna Kamp als: Traumpfade. Hanser, München 1990, ISBN 3-446-15526-0.